# Chronik der DDR (1981–1990)
Die Chronik der DDR (1981–1990) beschreibt einzelne Ereignisse in der DDR zwischen 1981 und 1990. Sie ergänzt den Hauptartikel Geschichte der Deutschen Demokratischen Republik.

## 1981
Am 1. Februar wird Klaus Bölling neuer Leiter der Ständigen Vertretung der Bundesrepublik Deutschland bei der DDR als Nachfolger von Günter Gaus.
Am 1. April wird Matthias Domaschk von der evangelischen Junge Gemeinde Jena Stadtmitte, festgenommen. Er stirbt am 12. April in der Untersuchungshaftanstalt des MfS in Gera unter ungeklärten Umständen.
Vom 26. bis 31. Mai besucht der Staatsratsvorsitzende Erich Honecker Japan. Dieses ist der erste offizielle Besuch eines DDR-Staatsoberhauptes in einem führenden westlichen Industrieland.
Am 14. Juni finden Scheinwahlen zur Volkskammer und zu den Bezirkstagen statt. Laut offiziellen Angaben stimmen 99,86 % der Wahlberechtigten für die Einheitslisten der „Nationalen Front“.
Am 26. Juni wird der MfS-Hauptmann Werner Teske wegen Vorbereitung seiner Flucht in den Westen als letzte Person in der DDR hingerichtet. Prozess und Todesurteil bleiben streng geheim.
Am 20. September erfolgt ein Gefängnisausbruch mit blutiger Geiselnahme durch André Baganz und drei Mittäter in Frankfurt/Oder. Ein Volkspolizist wird erschossen, ein Gefängniswärter angeschossen. Eine Spezialeinheit des MfS überwältigt die Geiselnehmer.
Am 1. Oktober wird der „Kanzlerspion“ Günter Guillaume im Zuge eines Agentenaustauschs aus der Haft in der Bundesrepublik in die DDR entlassen. Danach äußert er sich mehrere Male öffentlich über seine „Kundschaftertätigkeit“.
Am 3. November beschließt die Volkskammer den Fünfjahrplan 1981–1985.
Vom 11. bis 13. Dezember besucht der Bundeskanzler Helmut Schmidt die DDR. Er trifft den Staatsratsvorsitzenden Erich Honecker zu mehreren Arbeitsgesprächen am Werbellinsee und besucht Güstrow. Die Stadt wird von mehreren Tausend MfS-Mitarbeitern abgeschirmt, die Einheimischen dürfen in dieser Zeit die Straßen nur mit Ausnahmegenehmigung betreten.
Am 13. Dezember verhängt General Wojciech Jaruzelski in Polen das Kriegsrecht. Die Gewerkschaft Solidarność wird verboten. Eine Verhaftungswelle rollt durch das Land. Die DDR-Führung ist über die Ereignisse beunruhigt und befürchtet Proteste im eigenen Land.
Am 13. und 14. Dezember findet die Berliner Begegnung zur Friedensförderung in Ost-Berlin mit knapp 100 Schriftstellern, Künstlern und Wissenschaftlern aus Ost und West statt.

## 1982
Am 1. Januar findet eine Volkszählung statt.
Am 25. Januar wird der von Pfarrer Rainer Eppelmann und dem Wissenschaftler Robert Havemann verfasste „Berliner Appell – Frieden schaffen ohne Waffen“ veröffentlicht. Damit erreicht die Friedensbewegung in der DDR erstmals eine breite Resonanz.
Auf einem Friedensforum am 14. Februar in der Kreuzkirche in Dresden fordern etwa 5000 meist jugendliche Teilnehmer die Einführung eines Sozialen Friedensdienstes als zivilen Wehrersatzdienst in der DDR.
Ein am 25. März erlassenes neues Wehrdienstgesetz schreibt die vormilitärische Ausbildung von Jugendlichen vor und ermöglicht im Verteidigungsfall die Ausweitung der allgemeinen Wehrpflicht auf Frauen. Dagegen kommt es zu vielfältigen Protesten vor allem im innerkirchlichen Bereich, es entsteht auch die Gruppe Frauen für den Frieden.
Der bekannteste DDR-Regimekritiker Robert Havemann stirbt am 9. April.
Am 24. Mai wird Hans Otto Bräutigam neuer Ständiger Vertreter der Bundesrepublik Deutschland in der DDR als Nachfolger von Klaus Bölling.
Am 15. Juli beginnt die Sowjetunion mit der Stationierung von mobilen SS-21-Kurzstreckenraketen in der DDR.
Am 12. November wird der langjährige Chef des Geheimdienstes KGB, Juri Andropow, neuer Generalsekretär der KPdSU als Nachfolger des zwei Tage zuvor verstorbenen Leonid Breschnew. Er leitet einige Reformen ein und gilt als ein Vorbereiter der Veränderungen durch Michail Gorbatschow ab 1985.

## 1983
Am 14. Februar demonstrieren in Dresden etwa 100.000 Menschen für den Frieden anlässlich des Gedenkens an die Zerstörung der Stadt im Zweiten Weltkrieg.
Am 28. April sagt Erich Honecker seinen geplanten Besuch in der Bundesrepublik Deutschland ab. Angeblicher Grund sind die westlichen Berichterstattungen über den Tod von westdeutschen Transitreisenden in der DDR am 10. und 26. April. Tatsächlich geschah dies aber auf Druck des neuen sowjetischen Parteichefs Andropow.
Am 4. Mai wird das Lutherjahr mit einem Festgottesdienst auf der Wartburg in Eisenach eröffnet. Das DDR-Fernsehen und die ARD übertragen erstmals gemeinsam live, Gäste sind unter anderem Volkskammerpräsident Horst Sindermann und der Regierende Bürgermeister von West-Berlin Richard von Weizsäcker.
Am 12. Mai demonstrieren sechs westdeutsche Bundestagsabgeordnete der Grünen auf dem Ost-Berliner Alexanderplatz für Abrüstung in Ost und West. Sie werden festgenommen und in die Bundesrepublik ausgewiesen.
Vom 31. Mai bis 2. Juni findet der IX. Schriftstellerkongreß der DDR in Ost-Berlin statt. Nach den Ausschlüssen vieler kritischer Autoren in den vorangegangenen Jahren verläuft er staatsnah und unspektakulär.
Am 8. Juni wird der Jenaer Bürgerrechtler Roland Jahn in einem Zug gewaltsam aus der DDR ausgebürgert. (Er wurde später Bundesbeauftragter für die Stasi-Unterlagen (BStU)).
Am 29. Juni übernimmt die Bundesregierung die Bürgschaft für einen vom bayrischen Ministerpräsidenten Franz Josef Strauß (CSU) vermittelten Kredit über eine Milliarde D-Mark für die DDR. Sie will damit die Stabilität der DDR bewahren, die in finanziellen Schwierigkeiten ist.
Vom 29. Juni bis 2. Juli stattet der UNO-Generalsekretär Javier Pérez de Cuéllar der DDR einen offiziellen Besuch ab.
Vom 7. bis 10. Juli findet ein evangelischer Kirchentag in Dresden statt. Er ist mit etwa 100.000 Teilnehmern der größte seiner Art seit 1954. Es gibt auch viele Veranstaltungen zu Themen von Friedenserhaltung, weltweiter Gerechtigkeit und Umweltschutz.
Vom 24. bis 27. Juli unternimmt Franz Josef Strauß eine 'Privatreise' in die DDR. Er trifft sich auch mit Erich Honecker.
Vom 25. bis 31. Juli findet das VII. Turn- und Sportfest der DDR in Leipzig statt, außerdem die IX. Spartakiade.
Am 1. September versuchen Anhänger der DDR-Friedensbewegung, eine Menschenkette zwischen der sowjetischen und der US-Botschaft in Ost-Berlin anlässlich des Weltfriedenstages zu bilden. Dieses wird von der Volkspolizei verhindert. Am Abend werden Martin Böttger und Elisabeth Gibbels verhaftet, sie werden am 15. September wieder freigelassen.
Am 15. September besucht der Regierende Bürgermeister von West-Berlin Richard von Weizsäcker den Staatsratsvorsitzenden Erich Honecker in Schloss Niederschönhausen zu einem Gespräch. Dieses ist das erste Treffen dieser Art.
Am 2. Oktober wird die IX. Kunstausstellung der DDR in Dresden eröffnet. Über eine Million Besucher kommen bis zum 3. April 1984.
Am 6. Oktober kündigt Erich Honecker den vollständigen Abbau der Selbstschussanlagen an der innerdeutschen Grenze an.
Am 15. November kommt ein neues Post- und Fernmeldeabkommen zwischen beiden deutschen Staaten zum Abschluss. Es sieht die Anhebung der jährlichen Pauschalleistungen der Bundesrepublik an die DDR von 85 auf 200 Millionen D-Mark vor.
Am 25. Oktober treten der westdeutsche Rocksänger Udo Lindenberg, der US-Sänger Harry Belafonte und weitere Musiker bei einem Friedenskonzert im Palast der Republik in Ost-Berlin vor etwa 4000 Zuschauern auf.
Am 5. Dezember kritisiert die Synode der Evangelisch-Lutherischen Kirche in Thüringen die Stationierung sowjetischer Mittelstreckenraketen in der DDR.
Am 12. Dezember werden Bärbel Bohley und Ulrike Poppe von der Initiative „Frauen für den Frieden“ verhaftet. Nach Protesten werden sie am 24. Januar 1984 freigelassen.

## 1984
Das Jahr 1984 ist gekennzeichnet durch mehrere Besetzungen von Botschaften westlicher Länder durch DDR-Bürger, die dadurch ihre Ausreise erzwingen wollen. In diesem Jahr dürfen insgesamt 40.900 Menschen in die Bundesrepublik übersiedeln (1983 waren es 11.300; 1985 24.900). Die Regierungschefs von Schweden, Italien und Österreich besuchen die DDR. Bei den Olympischen Winterspielen wird diese erfolgreichste Mannschaft, bei den Sommerspielen nimmt sie als Boykott nicht teil.
Am 9. Januar gehen die Betriebsrechte an der S-Bahn in West-Berlin von der Deutschen Reichsbahn an die West-Berliner BVG über.
Am 22. Januar dürfen sechs DDR-Bürger, die sich in die Ost-Berliner US-Botschaft geflüchtet hatten, nach West-Berlin ausreisen.
Vom 8. bis 19. Februar finden die Olympischen Winterspiele in Sarajevo statt. Die DDR wird mit 9 Gold-, 9 Silber- und 6 Bronzemedaillen erfolgreichste Mannschaft, was einmalig in ihrer Geschichte ist.
Am 9. Februar wird die zweimillionste Wohnung, die im Rahmen des Wohnungsbauprogrammes seit 1970 gebaut wurde, von Erich Honecker feierlich übergeben.
Am 13. Februar treffen sich bei den Trauerfeierlichkeiten zum Tode des KPdSU-Generalsekretärs Juri Andropow erstmals Bundeskanzler Helmut Kohl und Erich Honecker in Moskau.
Am 6. April kehren 35 DDR-Bürger, die am 2. April in die bundesdeutsche Botschaft in Prag geflüchtet sind, in die DDR zurück. Sie erhalten bald danach ihre Ausreisegenehmigung.
Am 10. Mai sagt die DDR ihre Teilnahme an den Olympischen Sommerspielen in Los Angeles ab. Grund dafür ist das Fernbleiben der USA von den Olympischen Spielen in Moskau 1980 wegen des Einmarsches der UdSSR in Afghanistan.
Vom 8. bis 10. Juni findet das 'Nationale Jugendfestival der DDR' in Ost-Berlin mit etwa 75.000 Jugendlichen statt.
Am 26. Juni wird die Ständige Vertretung der Bundesrepublik Deutschland in Ost-Berlin vorübergehend „wegen Überfüllung“ geschlossen, weil sich in ihr 55 DDR-Bürger aufhalten, die ihre Ausreise erzwingen wollen.
Am 5. Juli verlassen sie diese nach der Zusicherung von Straffreiheit und baldiger Ausreise wieder, die dann auch bald genehmigt wird.
Vom 29. bis 30. Juni besucht der schwedische Ministerpräsident Olof Palme die DDR.
Am 9. und 10. Juli besucht der italienische Ministerpräsident Bettino Craxi die DDR.
Am 25. Juli gibt der bundesdeutsche Staatsminister Philipp Jenninger die Bürgschaft für einen Kredit in Höhe von 950 Millionen DM (486 Millionen Euro) für die DDR bekannt. Gegenleistungen sind Erleichterungen im innerdeutschen Reiseverkehr und der vollständige Abbau der Selbstschussanlagen an der innerdeutschen Grenze.
Am 4. September sagt Erich Honecker seinen für Ende September geplanten Besuch in der Bundesrepublik ab.
Vom 16. bis 19. Oktober besucht Erich Honecker Finnland.
Am 5. und 6. November besucht der österreichische Bundeskanzler Fred Sinowatz die DDR.
Am 1. Dezember tritt in der DDR die Erhöhung der Mindestrente auf 300 Mark der DDR in Kraft.

## 1985
Vom 9. bis 12. Januar besucht der Ministerpräsident von Nordrhein-Westfalen Johannes Rau die DDR.
Am 15. Januar kehren die letzten der 168 DDR-Bürger, die sich seit dem 2. Oktober 1984 in die Prager Botschaft der Bundesrepublik Deutschland geflüchtet hatten, in die DDR zurück. Ihnen war Straffreiheit und eine baldige Ausreise zugesichert worden.
Am 13. Februar wird die restaurierte Semperoper in Dresden wiedereröffnet.
Am 11. März wird Michail Gorbatschow neuer Generalsekretär der KPdSU nach dem Tod von Konstantin Tschernenko am Vortag.
Am 12. März treffen sich Bundeskanzler Helmut Kohl und Erich Honecker am Rande der Trauerfeierlichkeiten des Vorgängers zum zweiten Mal.
Am 20. März findet eine Festveranstaltung zum 300. Geburtstag von Johann Sebastian Bach im Leipziger Gewandhaus statt. Sie ist einer der Höhepunkte der Bach-Händel-Schütz-Ehrungen in diesem Jahr.
Am 6. April besucht der französische Ministerpräsident Laurent Fabius die DDR.
Am 8. April besucht Geoffrey Howe als erster britischer Außenminister die DDR.
Am 23. April wird das Korrespondentenbüro des Nachrichtenmagazins „Der Spiegel“ in Ost-Berlin wieder eröffnet. Es war 1978 geschlossen worden.
Vom 23. bis 24. April besucht Erich Honecker Italien als erstes NATO-Land. Am 24. April trifft er Papst Johannes Paul II. im Vatikan.
Am 11. Juni findet der größte Agentenaustausch seit 1945 auf der Glienicker Brücke (zwischen Potsdam und West-Berlin) statt. 25 West-Agenten und vier Ost-Agenten kommen frei.
Am 5. Juli werden neue Vereinbarungen über den innerdeutschen Handel für die Jahre 1986 bis 1990 getroffen. Das Toleranzvolumen als Bestandteil der gegenseitigen Handelsbeziehungen (Swing) wird von 600 auf 850 Millionen DM (307 auf 435 Millionen Euro) angehoben.
Am 19. August kommt Hansjoachim Tiedge, der im Bundesamt für Verfassungsschutz für die Abwehr der DDR-Spionage zuständig war, in die DDR. Am 23. August wird darüber in den DDR-Medien informiert.
Vom 9. bis 11. September besucht der finnische Premierminister Kalevi Sorsa die DDR.
Vom 9. bis 11. Oktober ist Erich Honecker bei einem Staatsbesuch in Griechenland, als zweitem NATO-Land.
Am 25. November wird Günter Schabowski 1. Sekretär der SED-Bezirksleitung Berlin als Nachfolger für den abgesetzten Konrad Naumann.
Am 3. Dezember wird Armeegeneral Heinz Keßler neuer Verteidigungsminister der DDR als Nachfolger von Heinz Hoffmann, der am Tag zuvor gestorben war.

## 1986

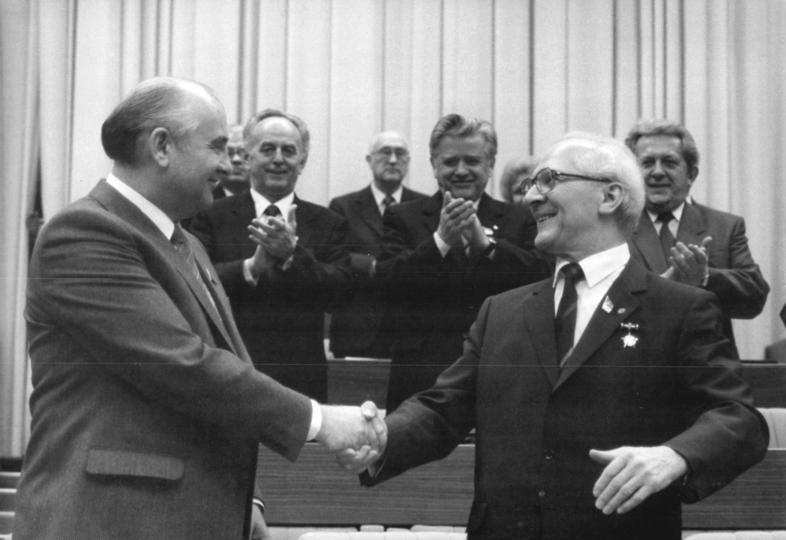
Michail Gorbatschow und Erich Honecker auf dem XI. Parteitag der SED im April 1986

Am 10. Januar empfängt Erich Honecker elf Mitglieder des Repräsentantenhauses des US-Kongresses in Ost-Berlin und führt Gespräche über die weltpolitische Lage und die Beziehungen zwischen den USA und der DDR.
Am 9. Februar erweitert die DDR die Reisemöglichkeiten für ihre Bürger in den Westen in dringenden Familienangelegenheiten.
Vom 19. bis 22. Februar besucht Horst Sindermann mit einer Volkskammer-Delegation die Bundesrepublik auf Einladung der SPD-Bundestagsfraktion.
Vom 17. bis 21. April findet der XI. Parteitag der SED in Ost-Berlin statt. Dort ruft der Generalsekretär der KPdSU Michail Gorbatschow zu „Selbstkritik“ auf und unterbreitet Abrüstungsvorschläge. Am 17. April hatte er „DDR“ schmunzelnd als dawai, dawei, robotatj („los, los, arbeiten“) definiert.
Am 26. April explodiert im sowjetischen Atomkraftwerk Tschernobyl ein Reaktorblock. Große Mengen radioaktiven Materials werden freigesetzt und auch in westliche Richtung geweht. Die DDR-Führung beschwichtigt und behauptet, es würde keine Gefahr für die eigene Bevölkerung bestehen. In der westlicher gelegenen Bundesrepublik wird dagegen eindringlich gewarnt und beispielsweise vom Sammeln von Pilzen abgeraten.
Am 6. Mai schließen die DDR und die Bundesrepublik Deutschland ein Kulturabkommen.
Am 2. September wird die „Umwelt-Bibliothek“ der Zionskirche in Ost-Berlin eröffnet. Sie entwickelt sich bald zu einem Zentrum der unabhängigen Umwelt- und Friedensbewegung in der DDR.
Am 15. September werden Proteste von westlichen Greenpeace-Mitgliedern in Ost-Berlin von DDR-Sicherheitskräften unterbunden.
Am 6. Oktober schließen Eisenhüttenstadt und Saarlouis die erste deutsch-deutsche Städtepartnerschaft.
Am 10./11. November kündigt der sowjetische Staatschef Michail Gorbatschow auf dem Gipfeltreffen des Warschauer Pakts eine Liberalisierung der Beziehungen seines Landes zu den anderen Mitgliedsstaaten an.

## 1987

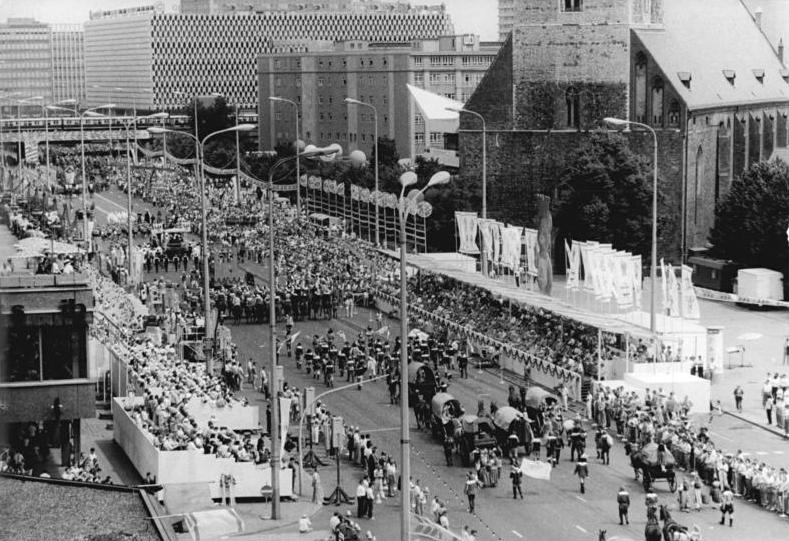
Festumzug zu 750 Jahre Berlin

Das Jahr 1987 ist gekennzeichnet durch zunehmende Spannungen zwischen der Reformpolitik von Michail Gorbatschow in der Sowjetunion und dem starren Festhalten der DDR-Verantwortlichen am bisherigen Kurs. Es kommt zu gezielten Aktionen gegen die DDR-Opposition wie der Durchsuchung der Umweltbibliothek in Ost-Berlin. Das 750-Jahr-Jubiläum von Berlin wird in beiden Teilen der Stadt mit großem Aufwand begangen. Erich Honecker kann endlich die Bundesrepublik Deutschland besuchen und erhält dort die (fast) vollständige Anerkennung als Staatschef der DDR. Bob Dylan singt vor 120.000 Menschen in Ost-Berlin.
Am 4. März trifft der stellvertretende KGB-Chef Wladimir Krjutschkow den Dresdener SED-Chef Hans Modrow und den Leiter der DDR-Auslandsspionage Markus Wolf zu einem Gespräch in Dresden. Er möchte erfahren, ob es Möglichkeiten für eine neue reformorientierte DDR-Regierung gibt. Darüber spricht er auch mit Prof. Dr. Dr. Manfred von Ardenne.
Am 5. März scheidet der stellvertretende Minister für Staatssicherheit und Leiter der Hauptverwaltung Aufklärung (HV A) des MfS, Markus Wolf überraschend aus dem aktiven Dienst aus. Die Hintergründe dafür sind unklar, angeblich will er sich schriftstellerischen Tätigkeiten zuwenden. Wahrscheinlich will er aber seinen Einstieg in eine Reformpolitik in der DDR vorbereiten.
Am 8. April lehnt der SED-Chefideologe Kurt Hager in einem Spiegel-Interview Reformen in der DDR ab mit dem Vergleich „Würden Sie, nebenbei gesagt, wenn Ihr Nachbar seine Wohnung neu tapeziert, sich verpflichtet fühlen, Ihre Wohnung ebenfalls neu zu tapezieren?“.
Am 13. April endet ein mehrtägiges Manöver der Nationalen Volksarmee (NVA), an dem erstmals Beobachter aus den KSZE-Signatarstaaten teilgenommen haben, darunter auch zwei Offiziere der Bundeswehr.
Vom 5. bis 8. Mai gibt es ein Internationales Schriftstellergespräch in Ost-Berlin mit etwa 60 Autoren aus der DDR und dem Ausland anlässlich der 750-Jahr-Feier der Stadt.
Vom 3. bis 5. Juni besucht Erich Honecker die Niederlande zu einem offiziellen Staatsbesuch.
Vom 6. bis 8. Juni (Pfingsten) wollen viele junge Zuhörer in der Nähe der Mauer in Ost-Berlin das Concert for Berlin vor dem Reichstag in West-Berlin akustisch miterleben. Dabei kommt es zu massiven Einschreiten von Volkspolizei und Staatssicherheit mit über 200 Festnahmen und brutalen Übergriffen.
Am 12. Juni richtet der US-Präsident Ronald Reagan bei einem Besuch am Brandenburger Tor seine berühmte Aufforderung an den sowjetischen Generalsekretär Gorbatschow „Reißen Sie diese Mauer ein!“.
Am 15. Juni besucht der UNO-Generalsekretär Pérez de Cuéllar wieder die DDR.
Am 17. Juni wird die Todesstrafe in der DDR offiziell abgeschafft.
Am 23. Juni empfängt Erich Honecker den Präsidenten der Jewish Claims Conference Israel Miller. Er bemüht sich um gute Kontakte zu jüdischen Organisationen, auch um einen Staatsbesuch in den USA zu erreichen.
Am 4. Juli findet der Festumzug zu den 750-Jahr-Feierlichkeiten in Ost-Berlin mit etwa 40.000 aktiven Teilnehmern statt, die Szenen aus der Geschichte der Stadt darstellen.
Vom 25. Juli bis 2. August findet das VIII. Turn- und Sportfest der DDR in Leipzig statt, außerdem die XI. Spartakiade.
Am 14. August spielt die britische Rockband Barclay James Harvest in Berlin-Treptow vor über 50.000 Menschen. Es ist das erste größere Open-Air-Konzert, das die FDJ organisiert.
Vom 1. bis 18. September findet der Olof-Palme-Friedensmarsch von Stralsund nach Dresden statt. Daran dürfen neben Vertretern von offiziellen Organisationen erstmals auch Personen von unabhängigen Friedensgruppen teilnehmen. Am 5. September ziehen in Ost-Berlin etwa 1000 Personen von der Zions- zur Gethsemane-Kirche, ohne von DDR-Behörden gestört zu werden.
Vom 7. bis 11. September besucht Erich Honecker als erster DDR-Staatschef die Bundesrepublik Deutschland zu einem offiziellen Staatsbesuch. Er unterzeichnet mehrere Abkommen unter anderem über wissenschaftliche und umwelttechnische Zusammenarbeit. Anschließend fährt er nach Nordrhein-Westfalen, Rheinland-Pfalz, das Saarland mit seinem Geburtsort Neunkirchen und Bayern.
Am 17. September singt der US-amerikanische Sänger Bob Dylan in Berlin-Treptow vor etwa 120.000 Menschen. Es ist das größte Open-Air-Konzert in Europa in diesem Jahr.
Am 3. Oktober wird die X. Kunstausstellung der DDR in Dresden eröffnet. Über eine Million Besucher kommen bis zum 3. April 1988.
Vom 13. bis 15. Oktober stattet Erich Honecker Belgien einen Staatsbesuch ab.
Am 17. Oktober überfielen rechtsradikale Skinheads die Besucher eines Punk-Konzertes in der Zionskirche in Ost-Berlin. Der Überfall auf die Zionskirche und die folgenden Strafprozesse führten erstmals zu einer öffentlichen Wahrnehmung der Existenz von Neonazis in der DDR.
In der Nacht vom 24. zum 25. November werden die Räume der „Umwelt-Bibliothek“ in der evangelischen Zionsgemeinde in Ost-Berlin von Mitarbeitern des Generalstaatsanwaltes und des MfS durchsucht. Sieben festgenommene Personen werden nach landesweiten Protesten und Mahnwachen wenige Tage später wieder freigelassen.
Vom 24. bis 26. November 1987 findet der X. Schriftstellerkongreß der DDR in Ost-Berlin statt. Dort kommt es auch zu heftiger Kritik an der Zensur durch Christoph Hein, Günter de Bruyn und andere Autoren.
Am 12. Dezember ist die Amnestie anlässlich des 38. Jahrestages der Gründung der DDR abgeschlossen. Es wurden 24.621 Personen aus der Haft entlassen.

## 1988
Vom 7. bis 9. Januar besucht Erich Honecker Frankreich. Dieses ist der einzige Besuch eines DDR-Staatsoberhauptes bei einer der drei West-Siegermächte des Zweiten Weltkrieges.
Am 17. Januar versuchen Bürgerrechtler und Ausreisewillige bei der alljährlichen Liebknecht-Luxemburg-Demonstration in Ost-Berlin mit eigenen Plakaten und Zitaten wie „Freiheit ist immer die Freiheit der Andersdenkenden“ von Rosa Luxemburg teilzunehmen. Es werden über 100 Menschen festgenommen. Am 25. Februar verhaftet das MfS sechs weitere führende Oppositionelle. Es kommt in der ganzen DDR zu vielen Solidaritätsveranstaltungen.
Über 50 Beteiligte werden danach in den Westen abgeschoben, viele gegen ihren Willen. Danach gibt es mehrere hundert weitere Verurteilungen in der DDR wegen Protesten gegen die Verhaftungen.
Am 11. Februar besucht der Regierende Bürgermeister von West-Berlin Eberhard Diepgen den Staatsratsvorsitzenden Erich Honecker in Schloss Niederschönhausen. Danach werden auch Erleichterungen im Reiseverkehr angekündigt.
Vom 13. bis 28. Februar 1988 finden die Olympischen Winterspiele in Calgary statt. Die DDR wird mit 25 Medaillen zweiterfolgreichste Mannschaft.
Am 31. März wird ein Gebietsaustausch zwischen West-Berlin und der DDR vereinbart.
Am 23. April trennt die Volkspolizei Fußballfans von 1. FC Lokomotive Leipzig und Union Berlin mit Gummigeschossen.
Am 1. Juni singt der britische Rocksänger Joe Cocker in Berlin-Weißensee vor über 50.000 Menschen, am 2. Juni in Dresden vor über 85.000 Menschen, dort wird der Veranstaltungsort später in Cocker-Wiese benannt.
Am 21. Juni wird Horst Neugebauer neuer Leiter der Ständigen Vertretung der DDR in Bonn.
Am 26. Juni treffen erstmals 40 Beobachter aus 20 KSZE-Signatarstaaten in Potsdam ein, um die gemeinsame Truppenübung der Gruppe der Sowjetischen Streitkräfte in Deutschland (GSSD) und der Nationalen Volksarmee (NVA) zu beobachten.
Am 19. Juli singt Bruce Springsteen in Ost-Berlin vor mindestens 160.000 Zuhörern. Es ist das bis dahin größte Rockkonzert der DDR.
Am 15. August nehmen die DDR und die Kommission der EG diplomatische Beziehungen auf.
Am 14. September unterzeichnen die Bundesrepublik Deutschland und die DDR Vereinbarungen über Neuregelungen im Transitverkehr. Die Transitpauschale wird von 525 auf 860 Millionen DM pro Jahr erhöht.
Am 10. Oktober protestieren etwa 200 Personen mit Transparenten gegen die Zensur von Kirchenzeitungen in Ost-Berlin. Dieses wird von den Sicherheitsorganen gewaltsam beendet, westliche Korrespondenten werden bei der Berichterstattung behindert.
Vom 16. bis 18. Oktober besucht der Präsident des Jüdischen Weltkongresses, Edgar Bronfman sen. die DDR. Er wird auch von Erich Honecker empfangen.
Am 10. November wird in Ost-Berlin der Grundstein für den Neubau der zerstörten Neuen Synagoge in der Oranienburger Straße gelegt.
Die DDR-Medien teilen am 20. November mit, dass auf Weisung des Postministers die sowjetische Monatszeitschrift „Sputnik“ aus der Liste des Postzeitungsvertriebes gestrichen wird. Bereits vorher waren einzelne Ausgaben der sowjetischen Zeitung „Neue Zeit“ nicht ausgeliefert worden.
Am 21. November teilt die Hauptverwaltung Film im Kulturministerium mit, dass fünf sowjetische Filme aus den Kinoprogrammen zu nehmen seien. Diese waren zuvor auf dem Festival des sowjetischen Films gezeigt worden und liefen danach einige Wochen in den Kinos der DDR.

## 1989

### Überblick
Das Jahr 1989 war das ungewöhnlichste in der Geschichte der DDR. Mehrere Zehntausend Menschen verließen in den ersten Monaten offiziell oder illegal die DDR.
Im Sommer suchten weitere tausende durch westdeutsche Botschaften in Budapest, Prag und Warschau ihre Ausreise zu erhalten.
Dieses führte zu zunehmender Unruhe im Land und in einigen Bereichen zu einem Mangel an qualifizierten Arbeitskräften.
Mit der Gründung des Neuen Forums und den ersten Leipziger Montagsdemonstrationen im September begannen die Massenproteste, die dann zur Öffnung der Mauer und der Ablösung der Hauptverantwortlichen in der Regierung führte.

### 1. Januar – 31. August
Seit dem 13. Januar wird die die Gründung eines Freidenkerverbandes in der DDR mit einem Arbeitsausschuss vorbereitet.
Am 15. Januar demonstrieren über 500 Menschen auf dem Leipziger Marktplatz für Meinungsfreiheit. Einige werden verhaftet. 
Am 2. April informiert Egon Krenz den General Fritz Streletz, dass Erich Honecker informell den Schießbefehl an der Grenze aufgehoben habe. Anlass waren internationale Proteste nach der Tötung von Chris Gueffroy im Februar 1989.
Am 2. Mai beginnt Ungarn, die Grenzsicherungsanlagen nach Österreich abzubauen. In der Folge versuchen Hunderte von DDR-Bürgern über Ungarn in den Westen zu gelangen.
Bei Kommunalwahlen am 7. Mai wird durch Kontrollen von Bürgerrechtsgruppen erstmals Wahlbetrug nachgewiesen.
Erich Honecker nennt das offizielle Ergebnis (98,85 Prozent der Stimmen auf die Kandidaten der „Nationalen Front“) „ein eindrucksvolles Bekenntnis zu der auf Frieden und Sozialismus gerichteten Politik der SED“.
Am 16. Mai erklärt Gerhard Schürer in einem informellen Treffen von Wirtschaftsverantwortlichen, dass das Außenhandelsdefizit der DDR monatlich um 500 Millionen DM steige und so die Zahlungsunfähigkeit des Landes für 1991 drohe.
Am 8. Juni billigt die Volkskammer die blutige Niederschlagung der Studentenproteste in China.
Am 19. Juni trifft der Regierende Bürgermeister von West-Berlin Walter Momper den Staatsratsvorsitzenden Erich Honecker in Ost-Berlin zu einem Gespräch.
Am 29. Juni wird Erich Honecker im sowjetischen Magnitogorsk durch den Wurf leerer Wodkaflaschen von einer Bühne vertrieben. Ein Rockkonzert war nach seiner verspäteten Ankunft in der Stadt für ein Balalaika-Folkloreensemble unterbrochen worden, was zu Protesten bei den Zuhörern führte. Dieses war sein letzter offizieller Staatsbesuch.
Am 7. Juli erklärt der sowjetische Staatschef Michail Gorbatschow auf einer Tagung der Warschauer-Pakt-Staaten in Bukarest, dass die Mitgliedsstaaten nun selbst über ihre Angelegenheiten entscheiden können. Erich Honecker erleidet eine Gallenkolik und muss vorzeitig in die DDR zurückgeflogen werden. Günter Mittag übernimmt dafür die Leitung der dienstäglichen Politbürositzungen.
Seit Mitte Juli versuchen Tausende von DDR-Bürgern durch die Erstürmung der Botschaften der Bundesrepublik in Ost-Berlin, Warschau, Prag und Budapest ihre Ausreise zu erzwingen.
Am 1. August zählt eine Vorlage der Sicherheitsabteilung des ZK der SED 160 „feindliche, oppositionelle Zusammenschlüsse“, darunter 150 kirchliche Basisgruppen, mit insgesamt etwa 2.500 Personen. Es würden „ca. 25 nicht genehmigte Druck- und Vervielfältigungserzeugnisse mit antisozialistischem Inhalt hergestellt und verbreitet“.
Am 5. August erklärt die DDR-Führung öffentlich, dass sie ein Problem mit der starken Ausreisewelle habe. Erich Honecker ist wegen Krankheit nicht beteiligt.
Am 8. August schließt die Ständige Vertretung der Bundesrepublik in Ost-Berlin, weil sie mit etwa 130 Ausreisewilligen überfüllt ist. Am 14. August folgt die Botschaft in Budapest mit 171 DDR-Flüchtlingen und am 22. August die Botschaft in Prag mit 140 Ausreisewilligen mit Schließungen.
Am 14. August erscheint der Staats- und Parteichef Erich Honecker erstmals seit seinem körperlichen Zusammenbruch Anfang Juli wieder in der Öffentlichkeit. Er nimmt im VEB Mikroelektronik in Erfurt das Funktionsmuster eines 32-bit-Mikroprozessors in Empfang, der für die Entwicklung der Mikroelektronik in der DDR eine große Bedeutung erhalten soll. Dabei erklärt er Den Sozialismus in seinem Lauf hält weder Ochs noch Esel auf. Danach tritt er erst wieder Mitte September in seinen Funktionen auf.
Am 19. August nutzen etwa 600 DDR-Bürger bei dem „Paneuropäischen Picknick“ die kurzzeitig geöffnete Grenze von Ungarn nach Österreich zur Flucht in den Westen.
Am 24. August wird Tadeusz Mazowiecki als erster nichtkommunistischer Ministerpräsident in einem realsozialistischen Land gewählt. Dieses bedeutet für die DDR und die anderen befreundeten Staaten eine neue Herausforderung.

### 1. September – 9. November
Am 4. September findet in Leipzig die erste Montagsdemonstration vor der Nikolaikirche statt, bei der etwa 1200 Personen Reise-, Presse- und Versammlungsfreiheit fordern. Einige werden verhaftet.
Am 8. September verlassen alle DDR-Bürger die besetzte Ständige Vertretung der Bundesrepublik in Ost-Berlin, nachdem ihnen eine schnelle Bewilligung ihrer Ausreise zugesagt wurde.
Am 10. September veröffentlicht die Bürgerbewegung Neues Forum ihren Gründungsaufruf. In diesem heißt es „In unserem Lande ist die Kommunikation zwischen Staat und Gesellschaft offensichtlich gestört.“
In der Nacht zum 11. September öffnet die ungarische Regierung die Grenze nach Österreich für DDR-Bürger. In den nächsten Tagen kommen mehrere Zehntausend auf diesem Wege in die Bundesrepublik. In den folgenden Wochen beantragen viele DDR-Bürger Visa für eine Reise nach Ungarn. NVA-Angehörigen werden Reisen nach Ungarn grundsätzlich verboten.
Am 12. September gründet sich die zweite Bürgerrechtsgruppe Demokratie Jetzt in Ost-Berlin.
Am 18. September unterstützen prominente Rockmusiker mit einem Aufruf die Gründung des Neuen Forum.
Am 19. September stellt das Neue Forum einen Antrag auf Zulassung als politische Vereinigung gemäß Artikel 29 der Verfassung. Dieser wird zwei Tage später vom Innenministerium abgelehnt. Bisher haben 3000 Menschen den Gründungsaufruf unterschrieben.
Am 19. September fordert die Synode des Bundes der Evangelischen Kirche in Eisenach demokratische Reformen mit Presse-, Meinungs- und Reisefreiheit in der DDR.
Am 20. September wird die bundesdeutsche Botschaft in Warschau wegen Überfüllung durch DDR-Flüchtlinge geschlossen.
Am 22. September weist Staats- und Parteichef Erich Honecker die SED-Bezirksleitungen an, gegen Proteste und Demonstrationen vorzugehen, „daß diese feindlichen Aktionen im Keime erstickt werden müssen.“ Es sei auch zu veranlassen, „dass die Organisatoren der konterrevolutionären Tätigkeit isoliert werden.“ Dieses ist eine seiner ersten Amtshandlungen nach seiner Rückkehr von seiner wochenlangen Krankheit.
Seit dem 24. September kommen weitere DDR-Ausreisewillige zur bundesdeutschen Botschaft nach Prag, da die tschechischen Grenzbeamten sie nicht mehr nach Ungarn weiterreisen lassen.
Am 25. September demonstrieren etwa 8000 Menschen in Leipzig für Reformen und die Zulassung des Neuen Forums.
Am 29. September fordern Gewerkschaftsmitglieder des VEB Bergmann-Borsig vom FDGB-Vorsitzenden und ZK-Mitglied Harry Tisch eine Dialogbereitschaft der SED gegenüber allen Kräften in der Gesellschaft.
Am 30. September erklärt Bundesaußenminister Hans-Dietrich Genscher den DDR-Flüchtlingen in der westdeutschen Botschaft in Prag, dass sie ausreisen können. Mehrere tausend werden danach mit Sonderzügen durch die DDR in die Bundesrepublik gefahren. Diese Ausreiseerlaubnis gilt auch für die Botschaftsflüchtlinge in Warschau.
Am 2. Oktober erklärt die DDR-Nachrichtenagentur ADN über die Flüchtlinge: „Wir weinen ihnen keine Träne nach“.
Am 2. Oktober titelt das SED-Zentralorgan Neues Deutschland in einem Bericht über die Anwesenheit von Politbüromitglied Egon Krenz bei den Feierlichkeiten zum 40. Gründungsjubiläum in China: „In den Kämpfen unserer Zeit stehen DDR und China Seite an Seite“. Es verweist damit indirekt auf die gewaltsame Niederschlagung der Studentenproteste in Peking im Juni dieses Jahres.
Am 2. Oktober demonstrieren etwa 20.000 Menschen in Leipzig für Reformen in der DDR. Es kommt zu massiven Einschreiten von der Polizei und Sicherheitskräften.
Am 2. Oktober gründet sich die Bürgerbewegung Demokratischer Aufbruch in Ost-Berlin.
Seit dem 4. Oktober benötigen DDR-Bürger ein Visum und einen Pass für Reisen in die ČSSR, vorher hatte ein Personalausweis genügt.
Dieses führt zu Protesten besonders in den grenznahen DDR-Regionen.
Am 4. Oktober kommt es in Dresden am Hauptbahnhof zu schweren Auseinandersetzungen zwischen Demonstranten und Sicherheitskräften, als mehrere Züge mit Botschaftsflüchtlingen aus Prag durch die Stadt fahren. Auch an den Bahnstrecken kommt es zu Protesten. Insgesamt werden etwa 7.600 Personen in die Bundesrepublik gebracht.
Am 7. Oktober wird die Sozialdemokratische Partei in der DDR nördlich von Berlin gegründet.
Am 6. und 7. Oktober besucht KPdSU-Generalsekretär Michail Gorbatschow die DDR. Er mahnt die Führung zu Reformen im Land.

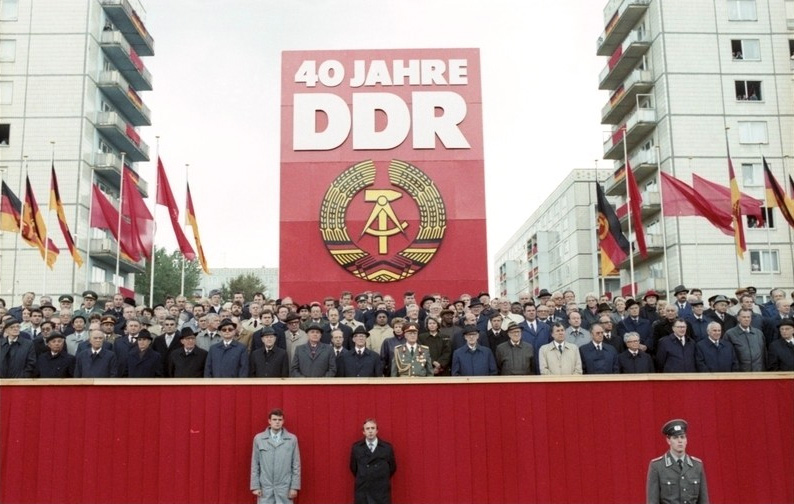
Ehrentribüne zum 40. Jahrestag der DDR-Gründung am 7. Oktober

Am 7. Oktober feiert die DDR mit aufwändigen Feierlichkeiten den 40. Jahrestag ihrer Gründung. Erich Honecker trifft den rumänischen Staats- und Parteichef Nicolae Ceauşescu zu einem freundschaftlichen Gespräch.
Am Abend des 7. Oktober kommt es zu Protesten von zahlreichen Demonstranten vor dem Palast der Republik, mit Rufen wie "Gorbi, hilf uns".
Die Sicherheitsorgane reagieren rigoros und drängen die Menge zur Friedrichstraße ab. Danach kommt es zu weiteren Demonstrationen im Prenzlauer Berg, bei denen mehrere hundert Personen verhaftet und teilweise misshandelt werden. Auch in Dresden, Leipzig, Plauen und weiteren Orten kommt es zu größeren Protesten.
Auch am 8. Oktober kommt es zu Demonstrationen und Protesten in Berlin, Dresden und weiteren Orten, wieder mit Massenverhaftungen und Übergriffen von Polizei und Staatssicherheit.
Am 9. Oktober demonstrieren etwa 70.000 Menschen friedlich in Leipzig. Es kommt nicht zu den befürchteten bewaffneten Gegenreaktionen, auch weil Kurt Masur und weitere Leipziger Persönlichkeiten durch Lautsprecher in der Stadt zur Gewaltlosigkeit aufgerufen hatten.. Der friedliche Verlauf der Demonstration gilt als einer der wichtigsten Wegbereiter für den Erfolg der friedlichen Revolution in der DDR.
Am 10. Oktober kommt es in Dresden zu einem ersten Gespräch zwischen Oberbürgermeister Berghofer und Demonstranten. Auch in Berlin und anderen Orten gibt es in den nächsten Wochen Gespräche zwischen SED-Verantwortlichen und Vertretern der Bürgerbewegungen.
Am 14. Oktober wird der 50.000. DDR-Übersiedler im bayerischen Aufnahmelager Grafenau bei Passau seit der Öffnung der ungarischen Grenzen im August/September gezählt.
Am 16. Oktober demonstrieren über 100.000 Menschen friedlich in Leipzig. In Dresden und Magdeburg sind es etwa 10.000, weitere Demonstrationen gibt es in Halle, Berlin und weiteren Orten.
Am 18. Oktober erklärt
Erich Honecker den Rücktritt von allen seinen Ämtern. Ebenso treten seine engsten Vertrauten Günter Mittag und Joachim Herrmann zurück. Egon Krenz wird zum neuen Generalsekretär des Zentralkomitees der SED gewählt. In seiner Antrittsrede erklärt er Wir weden eine Wende einleiten. Viele Beobachter sind skeptisch, ob er dazu in der Lage ist.
Am 21. Oktober demonstrieren 30.000 Menschen in Plauen, einer Stadt mit 85.000 Einwohnern. Am 28. Oktober kommen wieder etwa so viele zusammen.
Am 23. Oktober nehmen an der Leipziger Montagsdemonstration etwa 300.000 Menschen teil, es ist der Ruf Wir sind das Volk. zu hören. Weitere Demonstrationen gibt es in Schwerin mit 50.000 Teilnehmern, sowie in Magdeburg, Dresden, Zwickau, Halle, Stralsund, Berlin und anderen Orten.
Am 24. Oktober wählt die Volkskammer Egon Krenz zum neuen Vorsitzenden des Staatsrates und des Nationalen Verteidigungsrates.  Es gibt Demonstrationen gegen ihn in Ost-Berlin mit etwa 12.000 Teilnehmern, sowie in 20 weiteren Städten.
Am 26. Oktober versammeln sich über 100.000 Menschen in Dresden. Über 60.000 weitere demonstrieren in den Bezirken Rostock, Schwerin, Neubrandenburg, Halle, Erfurt, Gera, Karl-Marx-Stadt und Dresden, wie das Ministerium für Staatssicherheit feststellt.
Am 27. Oktober erklärt der Staatsrat der DDR eine Amnestie für alle verhafteten Ausreisewilligen und Demonstrationsteilnehmer.
Am 28. Oktober erscheint ein Interview mit Rolf Henrich, dem Mitbegründer des Neuen Forums in der LDPD-Tageszeitung Der Morgen. Es ist das erste Mal, dass ein Vertreter der Bürgerbewegungen in einer offiziellen DDR-Zeitung zu Wort kommt.
Am 30. Oktober tritt die Volksbildungsministerin Margot Honecker zurück. 
Am 31. Oktober wird letztmalig die berüchtigte Propagandasendung Der schwarze Kanal mit Karl-Eduard von Schnitzler im DDR-Fernsehen gesendet. 
Das Politbüro des ZK bespricht geheim „Schürer-Papier“, das vorschlägt, die Öffnung der Mauer für BRD-Kredite anzubieten, um den Zusammenbruch der DDR abzuwenden. Das Papier war auch der Stasi-Abteilung HA XVIII (u. a. zuständig für die Absicherung der Volkswirtschaft) bekannt. 
Seit dem 1. November können DDR-Bürger wieder in die ČSSR mit Personalausweis ohne Visum reisen. In den folgenden drei Tagen kommen mindestens 3000 neue Ausreisewillige in die bundesdeutsche Botschaft nach Prag.
Am 1. November werden erstmals Luftmessdaten in Leipzig veröffentlicht. Diese erweisen eine hohe Schadstoffbelastung in der Luft, die weit über dem zulässigen Grenzwert liegt.
Am 1. November demonstrieren Zehntausende Menschen in Neubrandenburg, Frankfurt/Oder, Freital, Ilmenau und weiteren Orten. Am 2. November sind es jeweils mehr als Zehntausend in Erfurt, Gera, Guben und Halle.
Am 1. November trifft Egon Krenz zu einem Gespräch mit Michail Gorbatschow in Moskau zusammen. Am 2. November spricht er mit dem polnischen Staatspräsidenten Jaruzelski und dem nichtkommunistischen Ministerpräsidenten Mazowiecki in Warschau.
Am 2. November treten die Vorsitzenden der Blockparteien CDU und NDPD sowie der Gewerkschaft FDGB und der SED-Bezirksleitungen Gera und Suhl zurück.
Seit dem 4. November dürfen alle ausreisewilligen DDR-Bürger aus Prag in die Bundesrepublik ausreisen. Am 4. und 5. November kommen über 23.000 an den bundesdeutschen Grenzübergangsstellen an.

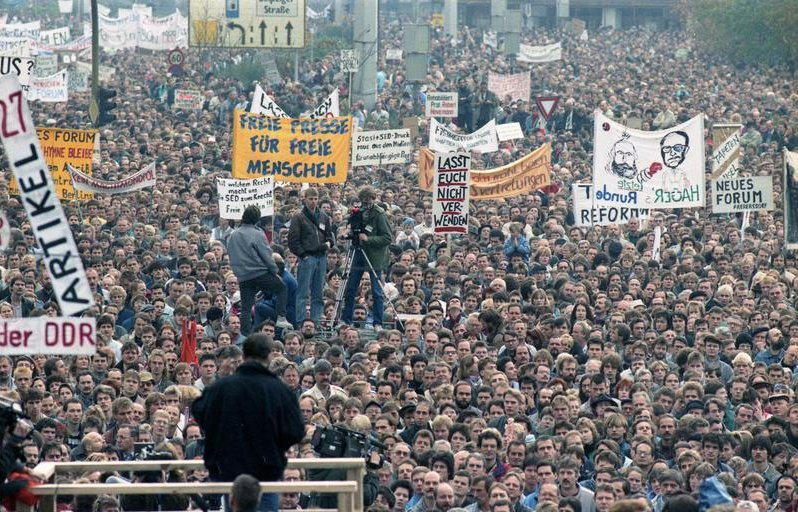
Demonstranten auf dem Alexanderplatz am 4. November 1989

Am 4. November findet die größte Demonstration der deutschen Nachkriegsgeschichte mit knapp einer Million Teilnehmern auf dem Alexanderplatz in Ost-Berlin statt. Legal angemeldet von Künstlerinnen und Künstlern fordern die Demonstranten und die Redner Meinungsfreiheit, eine Demokratisierung der DDR sowie ein Ende des Führungsanspruches der SED. Unter den Rednern sind neben Künstlern wie Christa Wolf und Repräsentanten der neuen Bürgerbewegungen wie Marianne Birthler, Jens Reich und Friedrich Schorlemmer auch SED-Vertreter, darunter Günter Schabowski und Markus Wolf, die aber ausgebuht die Bühne verlassen.
Am 4. November gibt es Demonstrationen in 40 weiteren Städten und Dörfern, darunter in Magdeburg mit etwa 40.000, in Suhl mit etwa 30.000 und in Jena mit etwa 10.000 Teilnehmern.
Am Abend des 4. November erklärt der stellvertretende DDR-Innenminister Winderlich im DDR-Fernsehen, dass Ausreiseanträge in die Bundesrepublik nun auch in der DDR schnell und unbürokratisch bearbeitet würden.
Am 6. November wird der Entwurf eines neuen Reisegesetzes von der DDR-Regierung vorgestellt. Es sieht vor, dass jeder DDR-Bürger 30 Tage pro Jahr in das westliche Ausland fahren kann. Es stößt auf breiten Widerspruch.
Am 6. November demonstrieren etwa 300.000 Menschen in Leipzig und etwa 100.000 in Dresden, dort auch der SED-Bezirkschef Hans Modrow und Oberbürgermeister Wolfgang Berghofer. Auch in Karl-Marx-Stadt, Halle, Nordhausen und weiteren Städten kommt es zu Demonstrationen.
Am 7. November tritt die gesamte Regierung der DDR mit deren Vorsitzenden Willi Stoph zurück.
Allein am 7. November kommen etwa 20.000 DDR-Bürger an westdeutschen Grenzübergangsstellen an.
Am 7. November wird bekannt, dass durch die Ausreisewelle etwa 40 Prozent der Straßenbahn- und Busfahrer in Leipzig fehlen und durch Wehrpflichtige ersetzt werden müssen.
Am 8. November wird bekannt, dass etwa 7000 Mitarbeiter im Gesundheitswesen in der DDR fehlen, davon 1500 Ärzte. Das erklärt der Gesundheitsausschuss der Volkskammer. Sie sollen durch Militär- und Polizeimediziner ersetzt werden.
Am 8. November tritt das gesamte Politbüro der SED zurück. Auf der Sitzung des ZK wird ein neues verkleinertes Politbüro gewählt.
Am 8. Dezember wird das Neue Forum als Vereinigung offiziell anerkannt. Dieses hatten das Politbüro und das ZK der SED vorher beschlossen.
Am 8. November drängt die ČSSR-Regierung die DDR-Regierung nachdrücklich, die Ausreise von ihren Bürgern in die Bundesrepublik über ihr eigenes Territorium abzuwickeln und nicht durch die ČSSR.
Am Abend des 8. November demonstrieren etwa 10.000 SED-Genossen vor dem Gebäude des ZK, das dort tagt. Egon Krenz, Günter Schabowski, und weitere Vertreter stellen sich der Diskussion.
Am Abend des 8. November wird ein Appell an die ausreisewilligen DDR-Bürger, im Land zu bleiben und dort an den Veränderungen mitzuwirken, von der Schriftstellerin Christa Wolf in der DDR-Nachrichtensendung Aktuelle Kamera verlesen. Am folgenden Tag erscheint er im SED-Zentralorgan Neues Deutschland mit den Unterschriften von prominenten Intellektuellen wie Stefan Heym, Ulrich Plenzdorf, Christoph Hein, Kurt Masur und Vertretern von fünf Bürgerbewegungen.

### 9. November – 31. Dezember

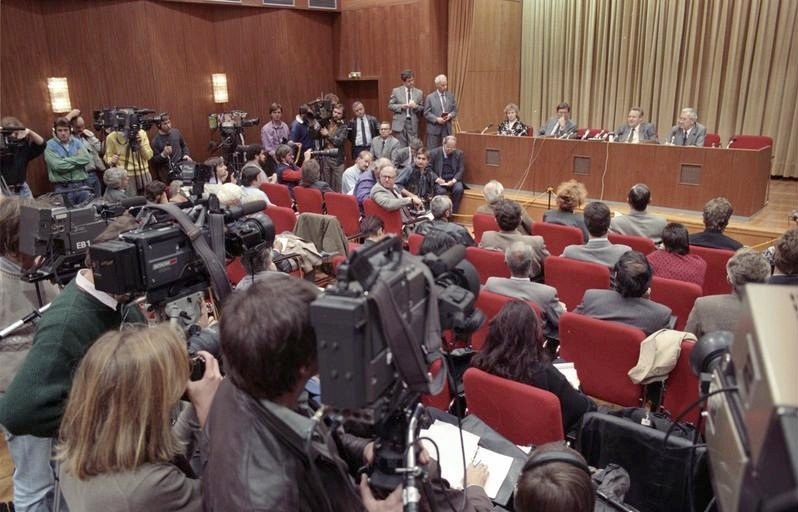
Pressekonferenz am 9. November

Am Abend des 9. November erklärt Günter Schabowski auf einer Pressekonferenz das neue Reisegesetz der DDR. Dieses soll allen Bürgern schnell und unbürokratisch Privatreisen in das Ausland erlauben. Nachdem das durch westdeutsche Medien verbreitet wurde, strömen tausende Bürger an die Grenzübergangsstellen in Berlin und der DDR. Gegen 21.30 öffnet der Übergang an der Bornholmer Straße, dann weitere. Dieses bedeutet einen grundsätzlichen Einschnitt in der Geschichte der DDR. In den nächsten Tagen kommen täglich über eine Million DDR-Bürger nach West-Berlin und in die Bundesrepublik.

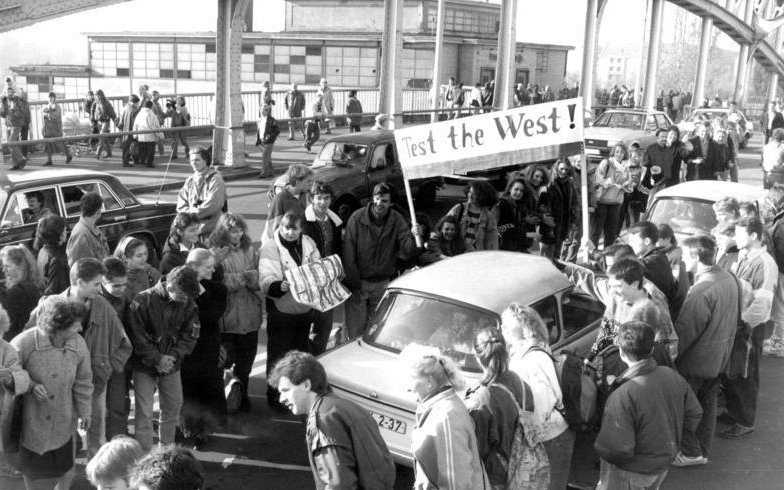
Zahlreiche DDR-Bürger am Grenzübergang Bornholmer Straße am 10. November 1989

Am 11. November demonstrieren etwa 40.000 Menschen in Plauen (einer Stadt mit 85.000 Einwohnern).
Am 12. November treten bekannte DDR-Bands wie Silly und Pankow neben westdeutschen Musikern wie Udo Lindenberg, Nina Hagen, Nena und Joe Cocker in einem etwa elfstündigen Konzertmarathon Konzert für Berlin vor etwa 50.000 ost- und westdeutschen Zuschauern in der West-Berliner Deutschlandhalle auf. Der Eintritt ist kostenlos.
Am 13. November wird Hans Modrow zum neuen Ministerpräsidenten der DDR durch die Volkskammer gewählt. Günther Maleuda (DBD) setzt sich in einer Kampfabstimmung gegen den bisherigen Amtsinhaber Horst Sindermann (SED) als neuer Präsident der Volkskammer durch. Er ist damit der erste Politiker in einem führenden Amt in der DDR, der nicht der SED angehört. In den Diskussionen der Volkskammer werden erstmals offen Probleme angesprochen, wie die katastrophale wirtschaftliche Lage des Landes. Der bisherige Staatssicherheitsminister Erich Mielke belustigt die Abgeordneten durch seine unfreiwillig komische Rede.
Am 15. November nennt KPdSU-Generalsekretär Gorbatschow die Wiedervereinigung Deutschlands eine „innerdeutsche Angelegenheit“ und macht damit klar, dass die Sowjetunion eine solche Wiedervereinigung akzeptieren würde.
Am 15. November verliert die DDR-Fußballnationalmannschaft ihr letztes WM-Qualifikationsspiel gegen Österreich in Wien mit 0:3. Die Spieler sind durch die Ereignisse der letzten Tage mental und körperlich enorm abgelenkt. Ein Unentschieden gegen die nicht übermäßig starke gegnerische Mannschaft hätte zur Teilnahme an der Weltmeisterschaft 1990 genügt.
Am 16. November rehabilitiert die Akademie der Wissenschaften der DDR ihre ehemaligen Mitglieder Ernst Bloch und Robert Havemann, die sie vor vielen Jahren ausgeschlossen hatte.
Am 16. November gibt es ein Fußball-Freundschaftsspiel zwischen dem FC Hansa Rostock und dem FC St. Pauli aus Hamburg.
Am 16. November demonstrieren FDJler gegen ihre Führung in Ost-Berlin.
Am 18. November wird die neue Regierung von Ministerpräsident Modrow von der Volkskammer bestätigt und vom Staatsratsvorsitzenden Krenz vereidigt. Ihr gehören 19 SED-Mitglieder und 11 Politiker der anderen Blockparteien an. Es gibt nur noch ein Amt für nationale Sicherheit statt des bisherigen Ministeriums für Staatssicherheit.
Am 20. November führt Kanzleramtsminister Rudolf Seiters politische Gespräche mit Ministerpräsident Modrow und Staatsratsvorsitzenden Krenz. Es sind die ersten offiziellen persönlichen Kontakte zwischen führenden Vertretern beider deutscher Staaten seit den Veränderungen der letzten Wochen. Die DDR-Politiker bitten vor allem um finanzielle Unterstützung für die Westreisen ihrer Bürger.
Am 20. November ist auf der Leipziger Montagsdemonstration erstmals der Ruf Deutschland einig Vaterland zu hören.
Am 1. Dezember wird der Führungsanspruch der SED offiziell aus der Verfassung der DDR durch die Volkskammer gestrichen. Die Staatsanwaltschaft leitet gegen sechs ehemalige SED-Funktionäre Ermittlungsverfahren wegen Amtsmissbrauch und Korruption ein, unter anderem gegen Erich Honecker.
Am 1. Dezember tritt der Liedermacher Wolf Biermann erstmals seit seiner Ausbürgerung 1976 wieder öffentlich zu einem Konzert in der DDR in Leipzig auf.
Am 2. Dezember singen außer ihm auch die ausgereisten Liedermacher Bettina Wegner, Stephan Krawczyk und Gerulf Pannach erstmals wieder in der DDR in Ost-Berlin. An der anschließenden Diskussion nimmt auch Kulturminister Dietmar Keller teil.
Am 3. Dezember tritt Egon Krenz als Vorsitzender der SED und am 6. Dezember als Vorsitzender des Staatsrates und des Nationalen Verteidigungsrates der DDR zurück. Neues Staatsoberhaupt wird Manfred Gerlach (LDPD). Auf Vorschlag des Politbüros beschließt das Zentralkomitee der SED, Hans Albrecht, Erich Honecker, Werner Krolikowski, Günther Kleiber, Erich Mielke, Gerhard Müller, Alexander Schalck-Golodkowski, Horst Sindermann, Willi Stoph, Harry Tisch, Herbert Ziegenhahn und Dieter Müller aus dem Zentralkomitee auszuschließen. „Auf Grund der Schwere ihrer Verstöße gegen das Statut der SED“ werden sie auch aus der Partei ausgeschlossen.
Am 3. Dezember gründen die Teilnehmerinnen eines Frauenkongresses den Unabhängigen Frauenverband (UFV) in der Berliner Volksbühne.
Am 7. Dezember tagt erstmals der zentrale Runde Tisch mit Vertretern von Bürgerbewegungen und offiziellen Parteien und Organisationen. Er erarbeitet in den folgenden Monaten zahlreiche Vorschläge für eine demokratische Umgestaltung des Landes, die jedoch meist nicht umgesetzt werden.
Am 9. Dezember wird Gregor Gysi zum neuen Vorsitzenden der SED auf einem Sonderparteitag gewählt.
Auf der Leipziger Montagsdemonstration rufen Ende Dezember die ersten Demonstranten den Slogan „Wir sind e i n Volk“.
Am 15. Dezember tritt Bundeskanzler Helmut Kohl erstmals zu einer öffentlichen Rede in der DDR in Dresden vor vielen tausend Zuhörern auf. Darin stellt er seine Vorstellungen einer gemeinsamen Zukunft beider deutscher Staaten vor.
Am 16. Dezember benennt sich die SED in SED-PDS (Partei des demokratischen Sozialismus) um.
Am 16. Dezember beschließt die Bürgerbewegung Demokratische Aufbruch seine offizielle Gründung.
Am 22. Dezember wird das Brandenburger Tor für den Besucherdurchgang geöffnet.

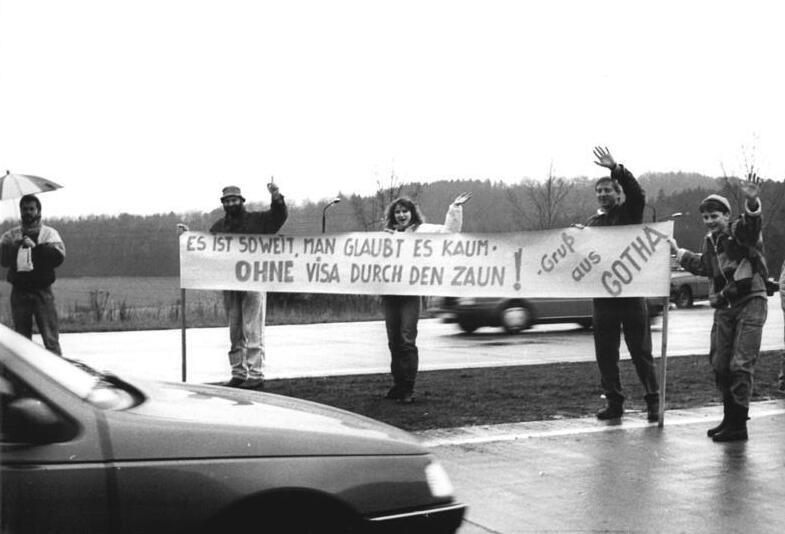
Erfurter begrüßen ihre erstmals visa- und umtauschfrei einreisenden Gäste aus der Bundesrepublik Deutschland. An der Grenze boten sie ihnen warme Getränke, Thüringer Rostbratwürste und Informationen an, 24. Dezember 1989

Am 24. Dezember dürfen auch Bundesbürger das erste Mal ohne Visum und Mindestumtausch („Zwangsumtausch“) in die DDR einreisen.

## 1990

### 1. Januar – 17. März
Seit dem 1. Januar können Bundesbürger und West-Berliner in die DDR offiziell ohne Visum und Mindestumtausch einreisen. DDR-Bürger können 100 DM im Kurs 1:1 und 100 DM im Kurs 5:1 einmal im Jahr umtauschen.
Am 5. Januar hebt das Oberste Gericht der DDR die Urteile gegen die Autoren Walter Janka, Gustav Just, Heinz Zöger und Richard Wolf von 1957 auf. Sie waren damals zu mehrjährigen Haftstrafen verurteilt worden.
Am 5. Januar übernehmen Bürgerrechtler die Kontrolle über die MfS-Bezirkstzentrale in Gera.
Am 5. Januar werden auf der ersten Montagsdemonstration des neuen Jahres in Leipzig viele schwarz-rot-goldene Fahnen getragen, es gibt zahlreiche Rufe Wir sind e i n Volk und Plakate Nieder mit der SED. Diese Forderungen nach der deutschen Einheit bleiben in den nächsten Wochen bestehen. Ab Februar gehen die Teilnehmerzahlen deutlich zurück.
Am 15. Januar besetzen Demonstranten die Stasi-Zentrale in Ostberlin.
Am 15. Januar bietet Ministerpräsident
Hans Modrow den Bürgerbewegungen und Parteien des Rundes Tisches eine Mitarbeit an.
Am 21. Januar gehen Zehntausende DDR-Bürger symbolisch mit Koffern über den thüringischen Grenzübergang Worbis-Duderstedt, um zu zeigen, was sie tun werden, wenn die SED an der Regierung bleibt.
Am 22. Januar tritt die Finanzministerin Uta Nickel zurück.
Am 25. Januar wird volle Gewerbefreiheit in der DDR eingeführt.
Am 30. und 31. Januar führt Ministerpräsident Hans Modrow Gespräche mit Michail Gorbatschow in Moskau. Am 1. Februar erklärt er nach seiner Rückkehr einen Vierstufenplan zur deutschen Einheit als neutrales Land.
Am 4. Februar benennt sich die SED-PDS in PDS um.
Am 5. Februar werden acht Vertreter der Bürgerbewegungen des Runden Tisches (Tatjana Böhm, Rainer Eppelmann, Sebastian Pflugbeil, Matthias Platzeck, Gerd Poppe, Walter Romberg, Klaus Schlüter und Wolfgang Ullmann) in die Regierung Hans Modrows als zusätzliche Minister ohne Geschäftsbereich durch die Volkskammer gewählt.
Am 5. Februar schließen sich die konservativen Parteien CDU, DSU und die Bürgerbewegung Demokratischer Aufbruch zum Wahlbündnis Allianz für Deutschland zusammen. Diese wird danach von der CDU-West massiv unterstützt
Am 10. Februar erklärt Michail Gorbatschow gegenüber Bundeskanzler Helmut Kohl sein Einverständnis zu einer deutschen Einheit.
Am 13. und 14. Februar weilt eine DDR-Regierungsdelegation mit Ministerpräsident Modrow und 17 Ministern zu politischen Gesprächen in Bonn.
Am 15. Februar wird ein neues Gelöbnis für die Grenztruppen durch den Ministerrat beschlossen („Ich gelobe: Der Deutschen Demokratischen Republik allzeit treu zu dienen und getreu dem Verfassungsauftrag ihre Staatsgrenze zuverlässig zu schützen.“). Bis dahin gab es einen Fahneneid.
Am 20. Februar verabschiedet die Volkskammer ein neues Wahlgesetz. Sie ermöglicht damit die ersten freien Wahlen zu einem Parlament in der DDR. Eine Sperrklausel für kleine Parteien und Bewegungen ist nicht vorgesehen.
Am 20. Februar spricht Bundeskanzler Helmut Kohl auf einer Wahlveranstaltung in Erfurt. Er erreicht in den nächsten Wochen über eine Million DDR-Bürger mit seinen Auftritten.
Am 22. Februar trifft sich die Sozialdemokratische Partei der DDR auf einem Parteitag in Leipzig und ändert ihre Abkürzung in SPD.
Am 24. Februar erklärt die PDS auf einem Parteitag in Berlin ihr Einverständnis zur deutschen Einheit, wenn soziale Standards eingehalten werden und das Land politisch neutral wird.
Vom 1. bis 3. März findet ein Außerordentlicher Schriftstellerkongreß in Berlin statt. Über 500 Autoren diskutieren über die Zukunft und die Vergangenheit des Schriftstellerverbandes und wählen einen neuen Vorstand.
Am 2. März spricht der SPD-Vorsitzende Willy Brandt auf einer Wahlkampfveranstaltung in Gera.
Am 5. und 6. März führt Ministerpräsident Modrow mit einer Regierungsdelegation politische Gespräche mit KPdSU-Generalsekretär Gorbatschow in Moskau. Er fordert einen stärkeren Einsatz für die Interessen der DDR, wie die Eigentumsverhältnisse, bei den Gesprächen über die deutsche Einheit mit westlichen Vertretern.
Am 6. März beschließt die Volkskammer auf ihrer letzten Sitzung vor der Wahl einige grundlegende Gesetze, wie über die Gründung privater Unternehmen, die Bildung der Treuhand, ein Versammlungsgesetz und billigt die Sozialcharta des Rundes Tisches vom 5. März für die Wirtschafts- und Währungsunion.
Am 12. März trifft sich der Runde Tisch zum letzten Mal und veröffentlicht eine Abschlusserklärung. Darin lehnt er eine Übernahme des Grundgesetzes ab und fordert eine neue Verfassung für Gesamtdeutschland.
Am 14. März beginnen die Zwei plus vier-Gespräche zwischen der Bundesrepublik, der DDR und den vier ehemaligen Besatzungsmächten auf Beamtenebenen. Am 5. Mai treffen sich erstmals die Außenminister.

### 18. März – 30. Juni
Am 18. März finden die einzigen freien Wahlen zur Volkskammer statt. Die „Allianz für Deutschland“ (mit CDU, DSU, Demokratischer Aufbruch) erhält überraschend 48,1 % der Stimmen, die SPD nur 21,9 %, die PDS 16,3 %, der BFD (Liberale) 5,3 % und die Bürgerbewegung Bündnis 90 2,9 %. In den nächsten Tagen gehen die Übersiedlungszahlen aus der DDR in die Bundesrepublik schlagartig zurück.
Am 1. April tritt der Ost-SPD-Vorsitzende Ibrahim Böhme von allen Ämtern zurück, nachdem seine Tätigkeit als IM des MfS wenige Tage vorher bekannt geworden war.
Am 5. April tritt die neugewählte Volkskammer zu ihrer ersten Sitzung zusammen. Sabine Bergmann-Pohl (CDU) wird zur Volkskammerpräsidentin gewählt, sie ist damit das letztes Staatsoberhaupt der DDR. Lothar de Maizière erhält den Auftrag zur Regierungsbildung.
Am 12. April wird Lothar de Maizière (CDU) zum Ministerpräsidenten der DDR gewählt. Er bildet eine große Koalition aus der „Allianz für Deutschland“, der SPD und dem Bund Freier Demokraten (BFD), obwohl sein Wahlbündnis die absolute Mehrheit in der Volkskammer hat.
Am 19. April betont Ministerpräsident de Maizière bei seiner Regierungserklärung vor der Volkskammer den Willen zu einer baldmöglichsten Vereinigung der beiden deutschen Staaten: „Die Einheit muß so schnell wie möglich kommen, aber ihre Rahmenbedingungen müssen so gut, so vernünftig und so zukunftsfähig sein wie nötig.“
Am 24. April fährt Ministerpräsident de Maizière zu einem Antrittsbesuch nach Bonn. Dort spricht er mit Bundeskanzler Kohl auch über die Währungsunion.
Am 25. April lehnt die Volkskammer Beratungen über den neuen Verfassungsentwurf des Runden Tisches vom 5. April mit 179:167 Stimmen ab.
Bis zum 25. April hat die DDR-Außenhandelsfirma Limex-Bau Import Export Segmente der Berliner Mauer für etwa 9.000.000 DM verkauft. Sie sollen für den Denkmalschutz und das Gesundheitswesen der DDR verwendet werden. Es folgen weitere Verkäufe.
Am 27. April beginnen Verhandlungen über die Wirtschafts- und Währungsunion zwischen der Bundesrepublik und der DDR.
Am 29. April reist Ministerpräsident de Maizière zu Gesprächen mit Michail Gorbatschow nach Moskau.
Am 30. April treffen erstmals führende Vertreter der Volkskammer und des Bundestages zu offiziellen Gesprächen in Ost-Berlin und West-Berlin zusammen. Die Delegationen werden von den Präsidentinnen Sabine Bergmann-Pohl und Rita Süssmuth geleitet.
Am 2. Mai veröffentlichen die Regierungen der Bundesrepublik und der DDR eine gemeinsame Erklärung über den Abschluss der Verhandlungen zum Staatsvertrag über die Währungs-, Wirtschafts- und Sozialunion mit Wirkung zum 1. Juli.
Am 6. Mai finden freie Kommunalwahlen in der DDR statt. Die CDU erhält 34,37 % der Stimmen, die SPD 21,27 % und die PDS 14,59 %.
Am 8. Mai wird ein Handels- und Kooperationsabkommen zwischen der EG und der DDR geschlossen. Ab dem 1. Juli soll die Visumspflicht entfallen.
Am 10. Mai treffen sich Ministerpräsident Lothar de Maizière und der Regierende Bürgermeister von West-Berlin Walter Momper zu einem Gespräch. Ab dem 1. Juli sollen die gegenseitigen Grenzkontrollen abgeschafft werrdem.
Am 18. Mai wird der Staatsvertrag zur Währungs-, Wirtschafts- und Sozialunion zwischen der Bundesrepublik und der DDR in Bonn unterzeichnet. Es gibt seit dem Bekanntwerden der Einzelheiten am 10. Mai zahlreiche Proteste und Streiks in der DDR.
Am 6. Juni wird die ehemalige RAF-Terroristin Susanne Albrecht in Berlin-Marzahn verhaftet. Sie hatte sich in der DDR niedergelassen. In den nächsten zwei Wochen werden weitere neun RAF-Mitglieder in der DDR verhaftet.
Vom 9. bis 12. Juni reist Ministerpräsident de Maizière in die USA, als erster und einziger führender Repräsentant der DDR. Am 11. Juni wird er von Präsident George Bush zu einem Gespräch empfangen.
Am 11. Juni tritt der westdeutsche Sänger Peter Maffay im Leipziger Zentralstadion vor etwa 60.000 Zuschauern auf.
Am 12. Juni treffen sich der Ost-Berliner Magistrat und der West-Berliner Senat zur ersten gemeinsamen Sitzung seit 1948.
Am 15. Juni geben die beiden deutschen Regierungen bekannt, dass widerrechtlich enteigneter Besitz in der DDR an die Eigentümer grundsätzlich zurückgegeben werden soll. Die Enteignungen durch die Besatzungsmächte zwischen 1945 und 1949 bleiben davon ausgenommen.
Am 17. Juni wird in einer Feierstunde an den Volksaufstand vom 17. Juni 1953 und dessen Opfer in Ost-Berlin gedacht. Anwesend sind auch Ministerpräsident de Maizière und Bundeskanzler Kohl. Dieser nimmt anschließend an einer Volkskammersitzung als Gast teil. Auf dieser wird auch ein Antrag der DSU auf sofortigen Beitritt der DDR zur Bundesrepublik nach Artikel 23 des Grundgesetzes abgelehnt.
Am 21. Juni stimmen Volkskammer und Bundestag dem Staatsvertrag über die Währungs-, Wirtschafts- und Sozialunion zu. Bundeskanzler Kohl hatte zuvor bei einer Regierungserklärung die Worte von Ministerpräsident de Maizière zitiert „Es wird niemanden schlechter gehen als zuvor – dafür vielen besser.“
Am Abend des 30. Juni versammeln sich auf dem Berliner Alexanderplatz vor der Bankfiliale der Deutschen Bank etwa 10.000 Menschen, die ab Mitternacht ihr DDR-Geld in DM umtauschen möchten.

### 1. Juli – 2. Oktober
Am 1. Juli tritt die Währungs-, Wirtschafts- und Sozialunion in Kraft. Die D-Mark wird gesetzliches Zahlungsmittel in der DDR. Die Grenzkontrollen zur Bundesrepublik und West-Berlin werden aufgehoben.
Am 6. Juli beginnen die Verhandlungen über den Einigungsvertrag zwischen beiden deutschen Staaten in Ost-Berlin.
Mitte Juli gibt es etwa 220.000 Arbeitslose und etwa 250.000 Kurzarbeiter in der DDR. Einige Betriebe können Löhne und Gehälter nicht mehr zahlen, da die Nachfrage nach einheimischen Produkten stark eingebrochen ist. Viele Produktionslinien liegen still oder es wird auf Halde produziert.
Am 22. Juli werden mit dem Ländereinführungsgesetz die fünf Länder Mecklenburg-Vorpommern, Brandenburg, Sachsen, Sachsen-Anhalt und Thüringen mit Wirkung zum 14. Oktober anstelle der bisherigen 15 Bezirke neu gebildet. In Grenzregionen können Orte über ihre Zugehörigkeit durch Abstimmungen selbst entscheiden.
Am 24. Juli kündigt der Bund Freier Demokraten (Die Liberalen) die Koalition auf.
Am 1. August fliegen Ministerpräsident de Maizière und Staatssekretär Krause zu Bundeskanzler Kohl an dessen Urlaubsort am Wolfgangsee, um mit ihm über die katastrophale wirtschaftliche Lage der DDR nach der Währungsunion zu reden.
Am 11. und 12. August schließen sich die liberalen Parteien in der DDR (Bund Freier Demokraten) mit der westdeutschen FDP zur Freien Demokratischen Partei – Die Liberalen zusammen.
Am 13. und 14. August spielen die Rolling Stones erstmalig in der DDR in Berlin-Weißensee vor jeweils etwa 50.000 Zuschauern.
Am 14. August nimmt die DDR einen Kredit von acht Milliarden DM bei einem Konsortium von 18 westdeutschen Banken auf. Am 10. August hatte das Finanzministerium einen Nachtragshaushalt von 10 bis 12 Milliarden DM anmelden müssen.
Am 20. August verlassen die SPD-Minister und Staatssekretäre die Regierung, nachdem Ministerpräsident de Maizière einige Tage zuvor den Finanz-, den Landwirtschafts- und den Wirtschaftsminister mit sofortiger Wirkung entlassen hatte. Er übernimmt nun auch das Amt des Außenministers.
Am 22. August werden die Stromverträge zur Privatisierung der Energiewirtschaft in der DDR unterzeichnet.
In der Nacht vom 22. zum 23. August entscheidet sich die Volkskammer für den Beitritt der DDR zur Bundesrepublik Deutschland nach Artikel 23 des Grundgesetzes.
Am 31. August wird der „Vertrag zwischen der Bundesrepublik Deutschland und der Deutschen Demokratischen Republik über die Herstellung der Einheit Deutschlands – Einigungsvertrag“ von Staatssekretär Günther Krause und Bundesinnenminister Wolfgang Schäuble in Ost-Berlin in Gegenwart von weiteren führenden Vertretern beider Regierungen unterzeichnet.
Am 4. September besetzen DDR-Bürgerrechtler einige Räume der ehemaligen Zentrale der Staatssicherheit in Ost-Berlin. Sie wollen, dass das Gesetz über den Umgang mit den Stasi-Akten vom 24. August Bestandteil des Einigungsvertrages wird. Sie werden von Protesten und Mahnwachen in Rostock, Dresden und weiteren Städten unterstützt. Am 12. September treten einige der Besetzer in den Hungerstreik.
Am 12. September wird der Zwei-plus-Vier-Vertrag zwischen der DDR, Bundesrepublik, UdSSR, den USA, Frankreich und Großbritannien in Moskau unterzeichnet. Damit akzeptieren auch die ehemaligen Besatzungsmächte die geplante deutsche Einheit und verzichten auf ihre bisherigen Verantwortlichkeiten und Rechte in Deutschland.
Am 13. September unterzeichnen die Bundesrepublik und die UdSSR einen Zusammenarbeits- und Nichtangriffsvertrag. Für den Abzug der Sowjetarmee aus der DDR bis 1994 erhält die UdSSR 13 Milliarden DM.
Am 14. September beschließt ein Außerordentlicher Kongreß des Freien Deutschen Gewerkschaftsbundes (FDGB) dessen Auflösung zum 30. September. Die Einzelgewerkschaften treten dem DGB bei.
Am 18. September wird eine Vereinbarung zur Durchführung und Auslegung des Einigungsvertrages von DDR-Staatssekretär Günther Krause und Bundesinnenminister Wolfgang Schäuble unterzeichnet. Darin wird auch eine Regelung zum Umgang mit den Stasi-Akten getroffen. Diese genügt den Stasi-Zentralen-Besetzern aber nicht.
Am 20. September stimmt die Volkskammer dem Einigungsvertrag mit 299 Abgeordneten zu, es gibt 80 Gegenstimmen und eine Enthaltung. Auch Bundestag, Bundesrat und der Bundespräsident erteilen ihre Zustimmung.
Seit etwa 22. September kommt es in einigen Gefängnissen zu Protesten und Revolten, die Insassen fordern eine Überprüfung ihrer Urteile und eine Generalamnestie.
Am 24. September erklärt die DDR ihren Austritt aus dem Militärbündnis des Warschauer Vertrages mit einem gemeinsamen Protokoll in Ost-Berlin.
Am 26. September tagt der Ministerrat der DDR zum letzten Mal. Auch die Ehrenwache vor der Neuen Wache in Ost-Berlin wird am Abend abgezogen.
Am 27. September beschließen getrennte Parteitage der SPD-Ost und West in Berlin deren Zusammenschluss.
Am 27. September wird der Palast der Republik in Ost-Berlin wegen zu hoher Asbestbelastung geschlossen.
Am 28. September tagt die Volkskammer zum letzten Mal, diesmal im ehemaligen ZK-Gebäude in Ost-Berlin. Sie beschließt unter anderem eine Teilamnestie für die meisten Gefängnisinsassen, denen ein Drittel ihrer Strafe erlassen wird.
Am 30. September werden die Grenztruppen der DDR aufgelöst.
Am 1. Oktober treten die fünf Landesverbände der Ost-CDU der West-CDU auf deren Parteitag in Hamburg bei. Lothar de Maizière wird zum stellvertretenden Parteivorsitzenden gewählt.
Am 2. Oktober wird die Nationale Volksarmee (NVA) in die Bundeswehr eingegliedert.
Am 2. Oktober löst sich die Volkskammer in einer Festveranstaltung im Staatsratsgebäude auf.
Am 2. Oktober beginnen abends die Feierlichkeiten zum Beitritt der DDR zur Bundesrepublik in Berlin mit führenden Politikern beider Länder und weiteren Gästen.
Am 3. Oktober um 0 Uhr tritt die Deutsche Demokratische Republik der Bundesrepublik Deutschland bei. Sie hört damit auf, als Völkerrechtssubjekt zu existieren. Sie beendet ihre Mitgliedschaft in allen internationalen Organisationen (wie UNO, RGW, KSZE, IOC usw.) und die diplomatischen Beziehungen zu 135 Ländern und Befreiungsorganisationen.